# مارك بورنس (مصور)
مارك بورنس (بالإنجليزية: Mark Burns)‏ هو مصور أمريكي، ولد في 1958.